# 永井直孟
永井 直孟（ながい なおたけ、寛永4年（1627年） - 延宝4年8月23日（1676年9月30日））は、江戸時代前期の旗本。永井直貞の子。弟に勝早。通称は十左衛門。官途は対馬守。子に永井勝景。万治元年（1658年）家督を継ぎ、万治2年（1659年）8月、水野半左衛門守政とともに定火消に任命され、北の丸鼠穴に火消屋敷を与えられた。延宝3年（1675年）に直澄（なおすみ）に家督を譲る。